# 곡장
곡장(曲墻)은 성곽의 시설 중 하나로, 방어적으로 중요한 지점에 성곽 일부분을 둥글게 돌출시킨 것을 말한다. 치성과는 비슷하지만 다르다.

## 같이 보기
- 치성